# Узкая (река, впадает в Балтийское море)
У́зкая (Рунгел) — река в России, находится в Калининградской области. Впадает в Куршский залив. Длина реки составляет 12 км. Площадь водосборного бассейна — 23,3 км².

## Данные водного реестра
По данным государственного водного реестра России относится к Балтийскому бассейновому округу, водохозяйственный участок реки — реки бассейна Балтийского моря в Калининградской области без рек Неман и Преголя. Относится к речному бассейну реки Неман и рекам бассейна Балтийского моря (российская часть в Калининградской области).
Код объекта в государственном водном реестре — 01010000312104300000305.